# Dannemois
Dannemois (prononcé [danəmwa] ) est une commune française située à quarante-six kilomètres au sud-est de Paris dans le département de l’Essonne en région Île-de-France.
Ce petit village du sud du département à la frontière avec la Seine-et-Marne, situé au cœur du parc naturel régional du Gâtinais français dans la vallée de l’École est au XIXe siècle un site important d’extraction du grès. Dans les années 1960, il connaît son heure de gloire lorsque Claude François décide de faire de la propriété comportant le moulin communal sa résidence secondaire. Le petit cimetière du village accueille aujourd’hui entre autres la tombe du chanteur.

## Géographie

### Localisation

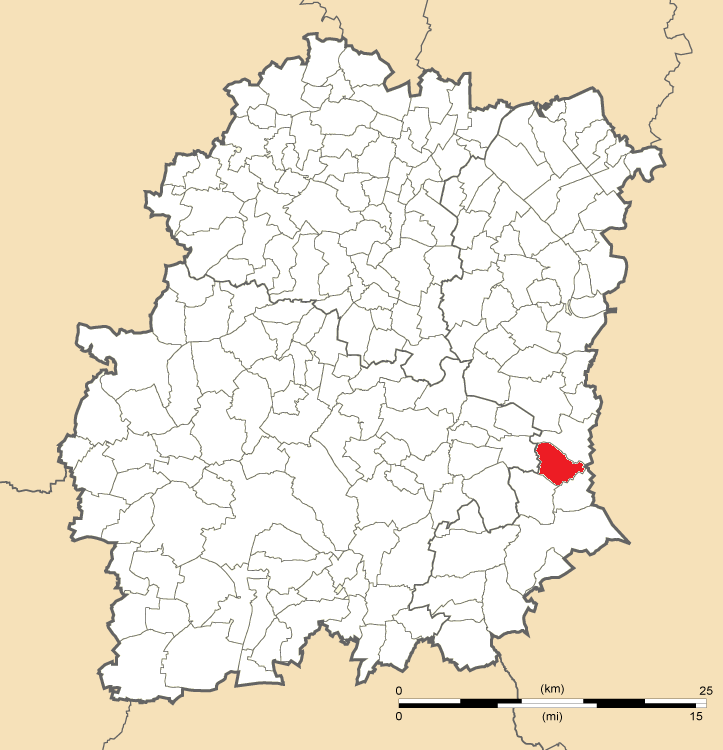
Position de Dannemois en Essonne.

Dannemois est située à l’extrémité sud-est du département de l’Essonne, à la frontière avec le département de Seine-et-Marne, dans la région naturelle du Gâtinais et au cœur du parc naturel régional du Gâtinais français dans la vallée de l’École.
Dannemois est excentrée dans le département, elle est située à quarante-six kilomètres au sud-est de Paris-Notre-Dame, point zéro des routes de France, dix-huit kilomètres au sud de Corbeil-Essonnes, vingt-et-un kilomètres au sud-est d’Évry, vingt-trois kilomètres au nord-est d’Étampes, vingt-trois kilomètres au sud-est d’Arpajon, vingt-six kilomètres au sud-est de Montlhéry, dix kilomètres au sud-est de La Ferté-Alais, trente-quatre kilomètres au sud-est de Palaiseau> et dix-sept kilomètres de Fontainebleau.
Le sentier de grande randonnée GR 11 traverse la commune.
La commune se trouve dans l'aire d'attraction de Paris, dans la zone d'emploi d'Évry et dans le bassin de vie de Milly-la-Forêt

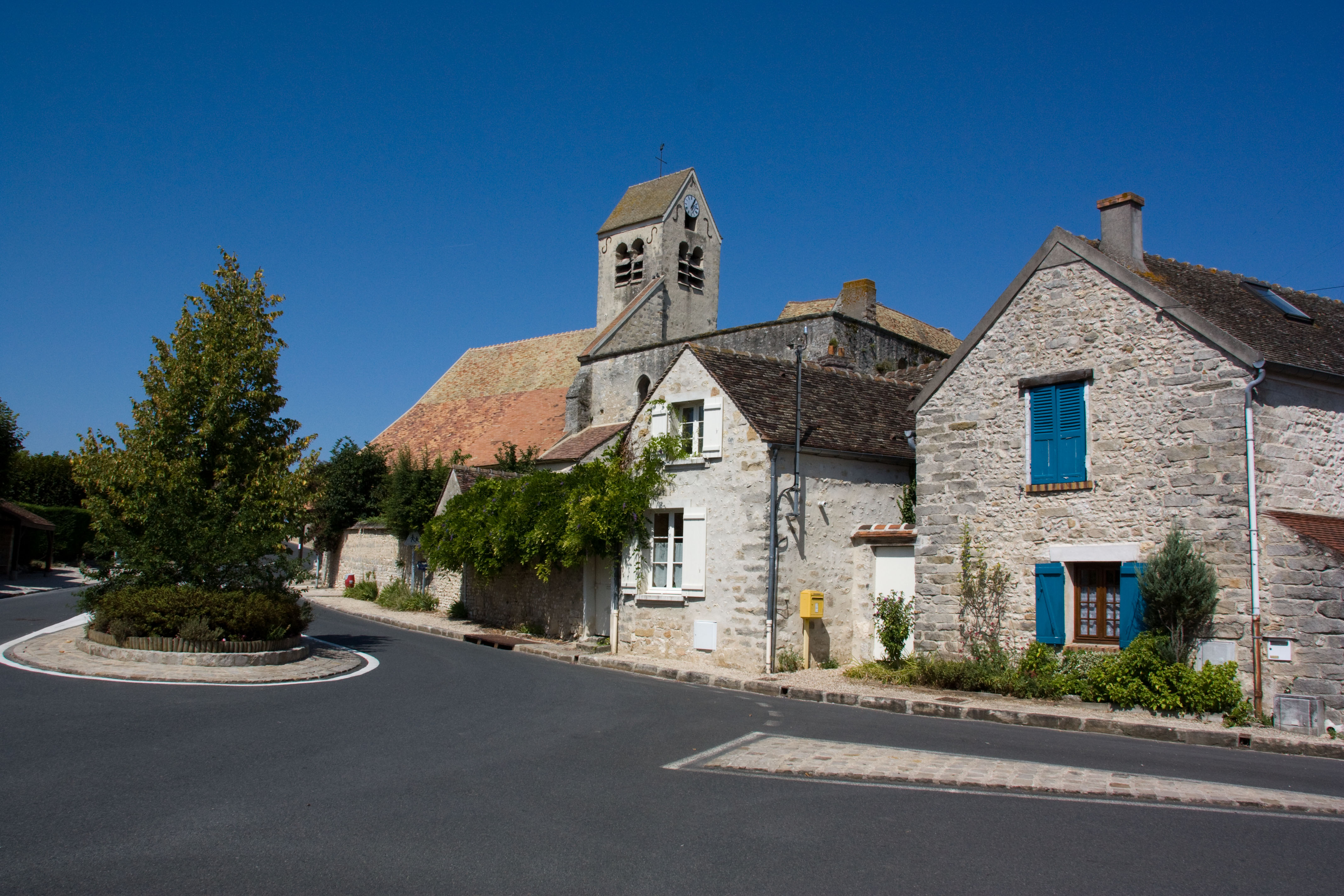
Le centre du village.

### Communes limitrophes
Les communes limitrophes sont  Courances, Cély, Moigny-sur-École, Soisy-sur-École et Videlles.

### Relief et géologie
La commune dispose d'un territoire de 8.43 km², étagé de cinquante-et-un mètres au bord de la rivière à cent-trente-huit mètres dans la forêt de Milly-la-Forêt.
Les terres s’élèvent vers l’ouest vers le massif forestier de Milly avec une vallée en direction du bourg de Videlles.
Situé dans le Bassin parisien, le sous-sol de la commune est composé de couches successives de sable et de meulière, de marne, gypse et calcaire.
Dans sa partie sud-est, le territoire de Dannemois est traversé de part en part par la rivière l’École.

### Hydrographie

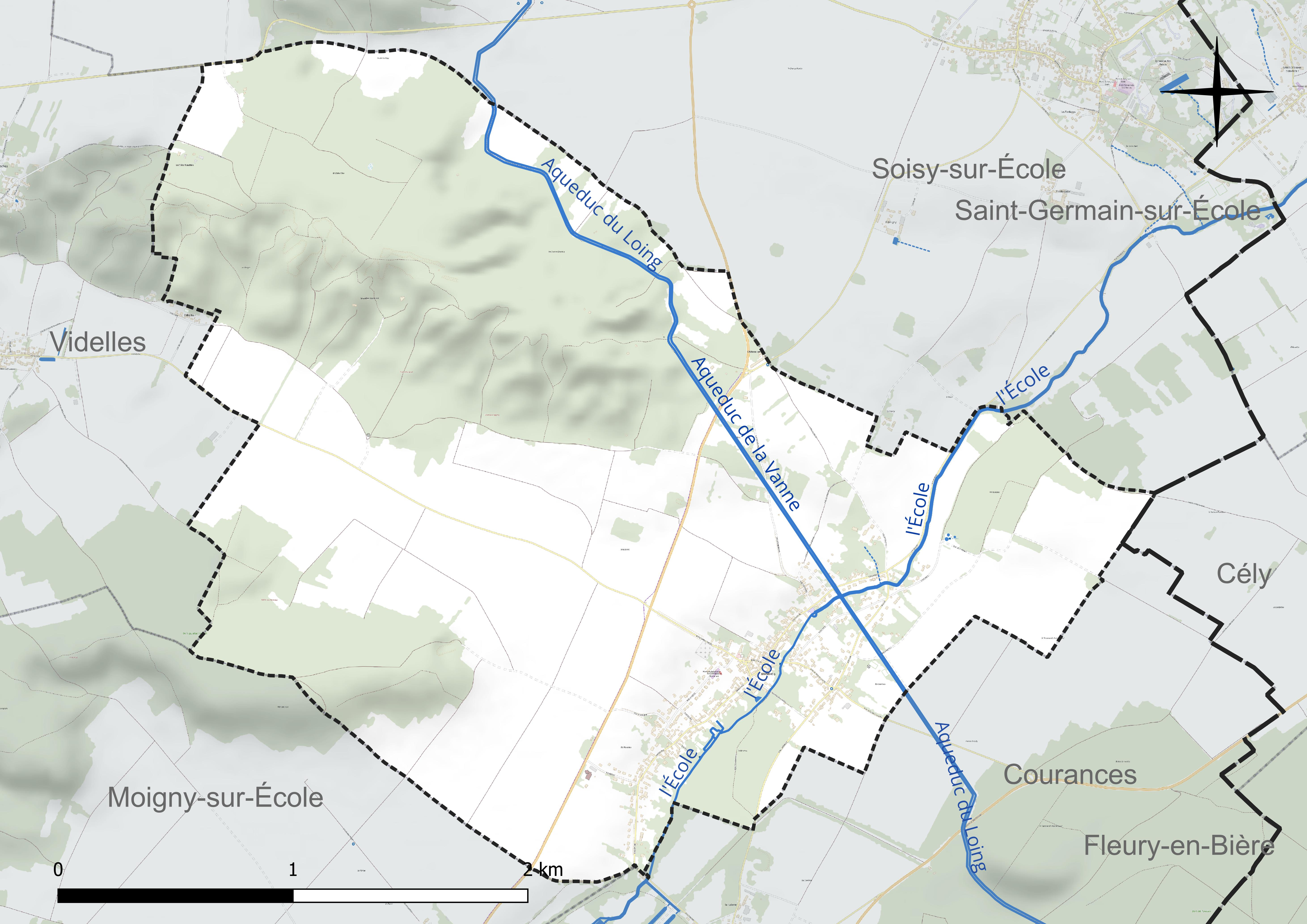
Carte hydrographique de la commune.

La commune est traversée dans sa partie sud-est par la rivière l’École, qui alimente deux moulins. Un ruisseau, le Postillon, arrose le nord du territoire.
Par ailleurs, le territoire communal est traversé par les aqueducs de la Vanne et du Loing, qui alimente en eau potable Paris.

### Climat
Pour des articles plus généraux, voir Climat de l'Île-de-France et Climat de l'Essonne.
En 2010, le climat de la commune est de type climat océanique dégradé des plaines du Centre et du Nord, selon une étude du CNRS s'appuyant sur une série de données couvrant la période 1971-2000. En 2020, Météo-France publie une typologie des climats de la France métropolitaine dans laquelle la commune est exposée à un climat océanique altéré et est dans la région climatique Sud-ouest du bassin Parisien, caractérisée par une faible pluviométrie, notamment au printemps (120 à 150 mm) et un hiver froid (3,5 °C).
Pour la période 1971-2000, la température annuelle moyenne est de 11,3 °C, avec une amplitude thermique annuelle de 15,7 °C. Le cumul annuel moyen de précipitations est de 665 mm, avec 10,9 jours de précipitations en janvier et 7,6 jours en juillet. Pour la période 1991-2020, la température moyenne annuelle observée sur la station météorologique la plus proche, située sur la commune de Nainville-les-Roches à 6 km à vol d'oiseau, est de 11,5 °C et le cumul annuel moyen de précipitations est de 702,3 mm,. Pour l'avenir, les paramètres climatiques de la commune estimés pour 2050 selon différents scénarios d'émission de gaz à effet de serre sont consultables sur un site dédié publié par Météo-France en novembre 2022.

### Milieux naturels et biodiversité
Dannemois est située au cœur du Parc naturel régional du Gâtinais français et sur la rive gauche du site inscrit de la vallée de l’École. Son territoire est occupé au sud-ouest par la pointe de la forêt de Milly-la-Forêt et au sud-est par le bois de Turelles, prémices de la vaste forêt de Fontainebleau.
Les berges de l’École, les champs et les bois au nord-ouest et au sud du village ont été recensés au titre des espaces naturels sensibles par le conseil général de l'Essonne.

## Urbanisme

### Typologie
Au 1er janvier 2024, Dannemois est catégorisée bourg rural, selon la nouvelle grille communale de densité à sept niveaux définie par l'Insee en 2022.
Elle est située hors unité urbaine.
Par ailleurs la commune fait partie de l'aire d'attraction de Paris, dont elle est une commune de la couronne,. Cette aire regroupe 1 929 communes,.

### Occupation des sols

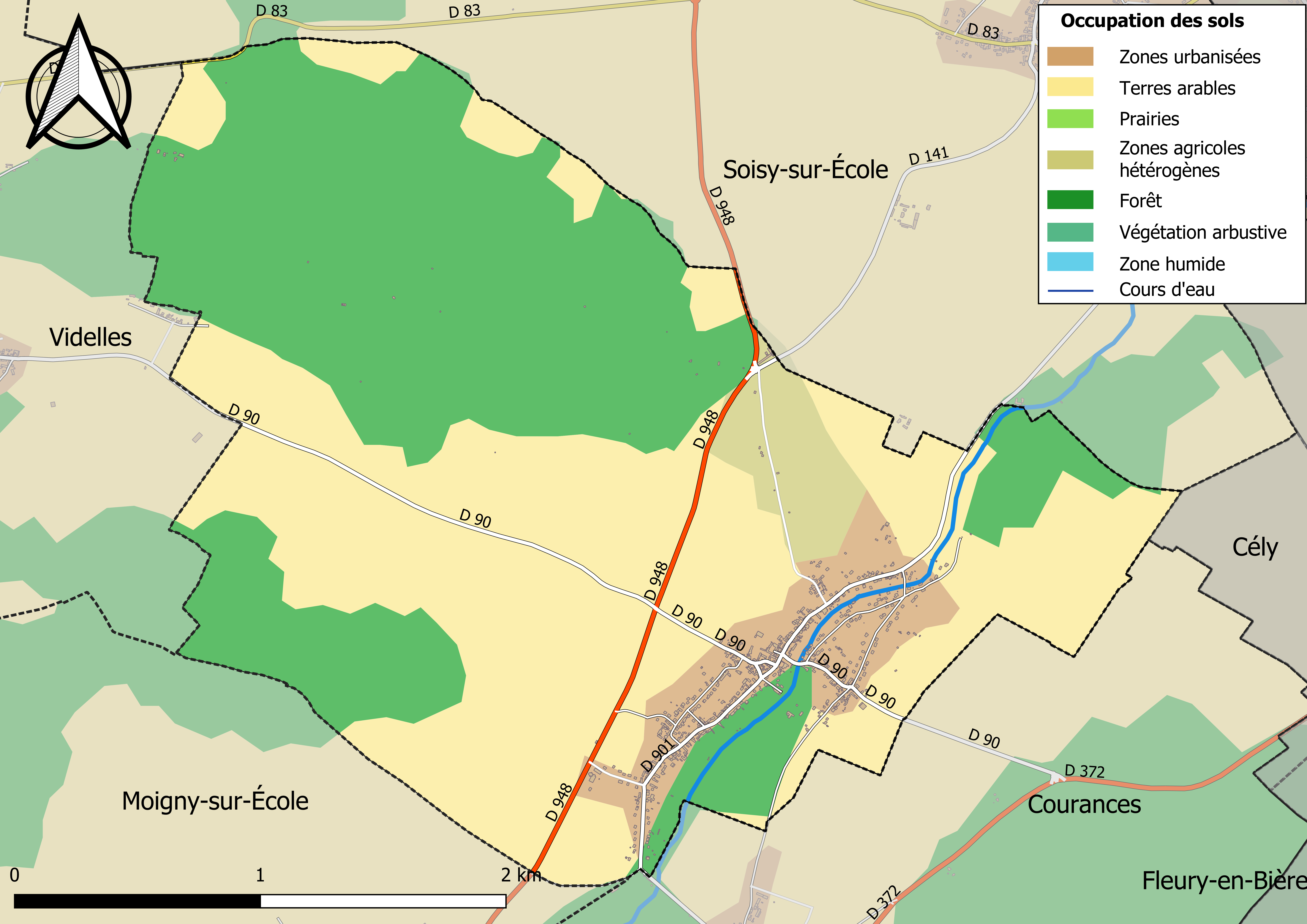
Carte des infrastructures et de l'occupation des sols de la commune en 2018 (CLC).

| Type d’occupation           | Pourcentage | Superficie (en hectares) |
| --------------------------- | ----------- | ------------------------ |
| Espace urbain construit     | 5,5 %       | 46,65                    |
| Espace urbain non construit | 3,0 %       | 25,40                    |
| Espace rural                | 91,5 %      | 773,08                   |
| Source : MOS-Iaurif 2008    |             |                          |

### Habitat et logement
En 2021, le nombre total de logements dans la commune était de 439, alors qu'il était de 429 en 2016 et de 418 en 2011.
Parmi ces logements, 82,6 % étaient des résidences principales, 9,8 % des résidences secondaires et 7,6 % des logements vacants. Ces logements étaient pour 86,8 % d'entre eux des maisons individuelles et pour 11,9 % des appartements.
Le tableau ci-dessous présente la typologie des logements à Dannemois en 2021 en comparaison avec celle de l'Essonne et de la France entière. Une caractéristique marquante du parc de logements est ainsi une proportion de résidences secondaires et logements occasionnels (9,8 %) supérieure à celle du département (1,9 %) et à celle de la France entière (9,7 %).
| Typologie                                               | Dannemois | Essonne | France entière |
| ------------------------------------------------------- | --------- | ------- | -------------- |
| Résidences principales (en %)                           | 82,6      | 91      | 82,2           |
| Résidences secondaires et logements occasionnels (en %) | 9,8       | 1,9     | 9,7            |
| Logements vacants (en %)                                | 7,6       | 7,2     | 8,1            |

### Voies de communication et transports

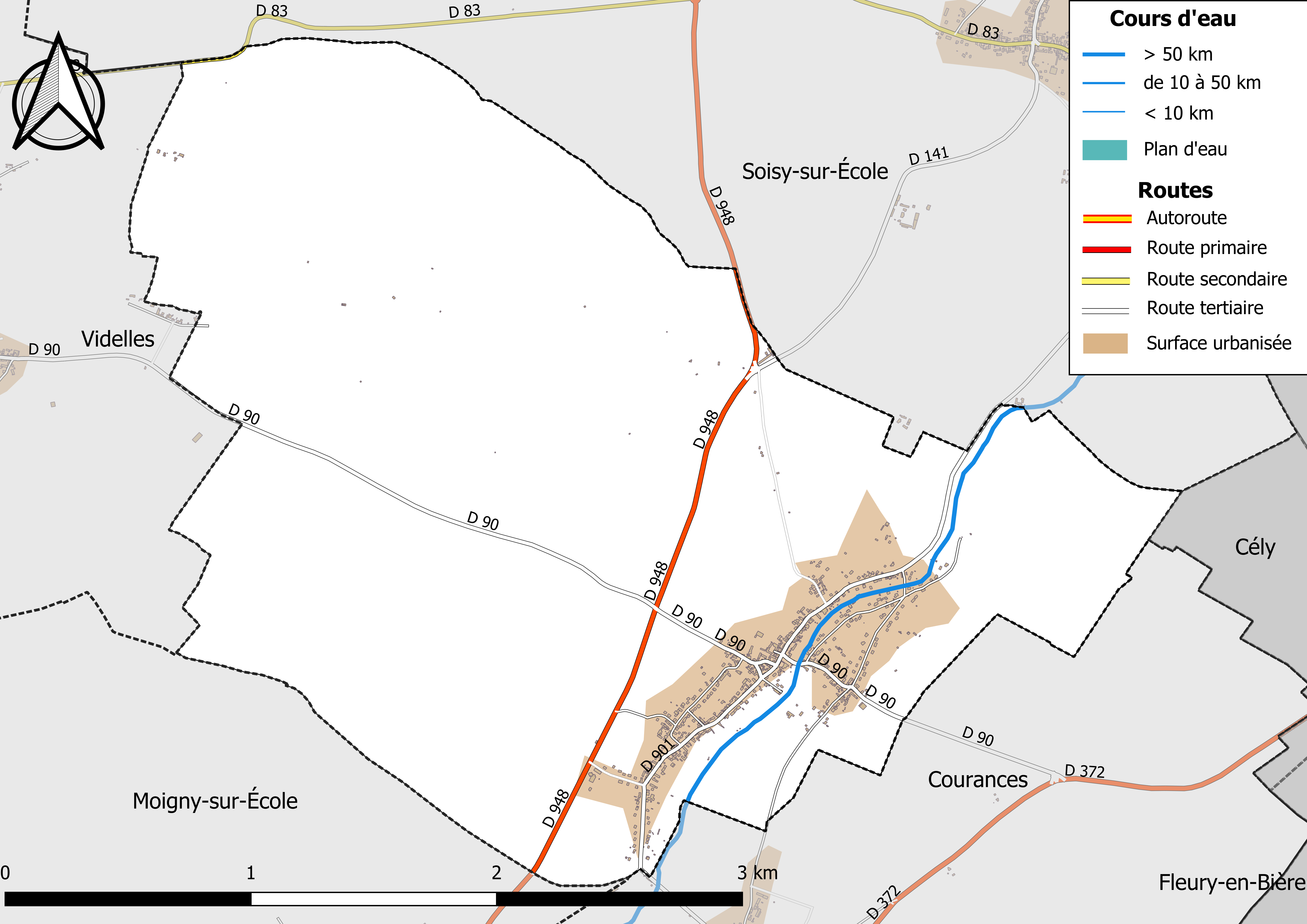
Carte des infrastructures de transport de la commune.

Dannemois est située à trois kilomètres de l’autoroute A6, elle est traversée du nord au sud par la route départementale 948 qui mène à la route nationale 7 au nord et à Milly-la-Forêt au sud. La limite nord avec Soisy-sur-École est matérialisée par la route départementale 83 entre l’autoroute A6 et La Ferté-Alais.
La commune est située à dix kilomètres de la gare de La Ferté-Alais sur la ligne D du RER.
Seuls les autobus du réseau intercommunal Les Cars Bleus desservent le village, à destination de la gare routière de Milly-la-Forêt et des villages alentour.
L’aéroport Paris-Orly est situé à trente-deux kilomètres au nord-ouest, accessible directement par l’autoroute A6.

## Toponymie
Danemeis[Quand ?][pourquoi ?],.

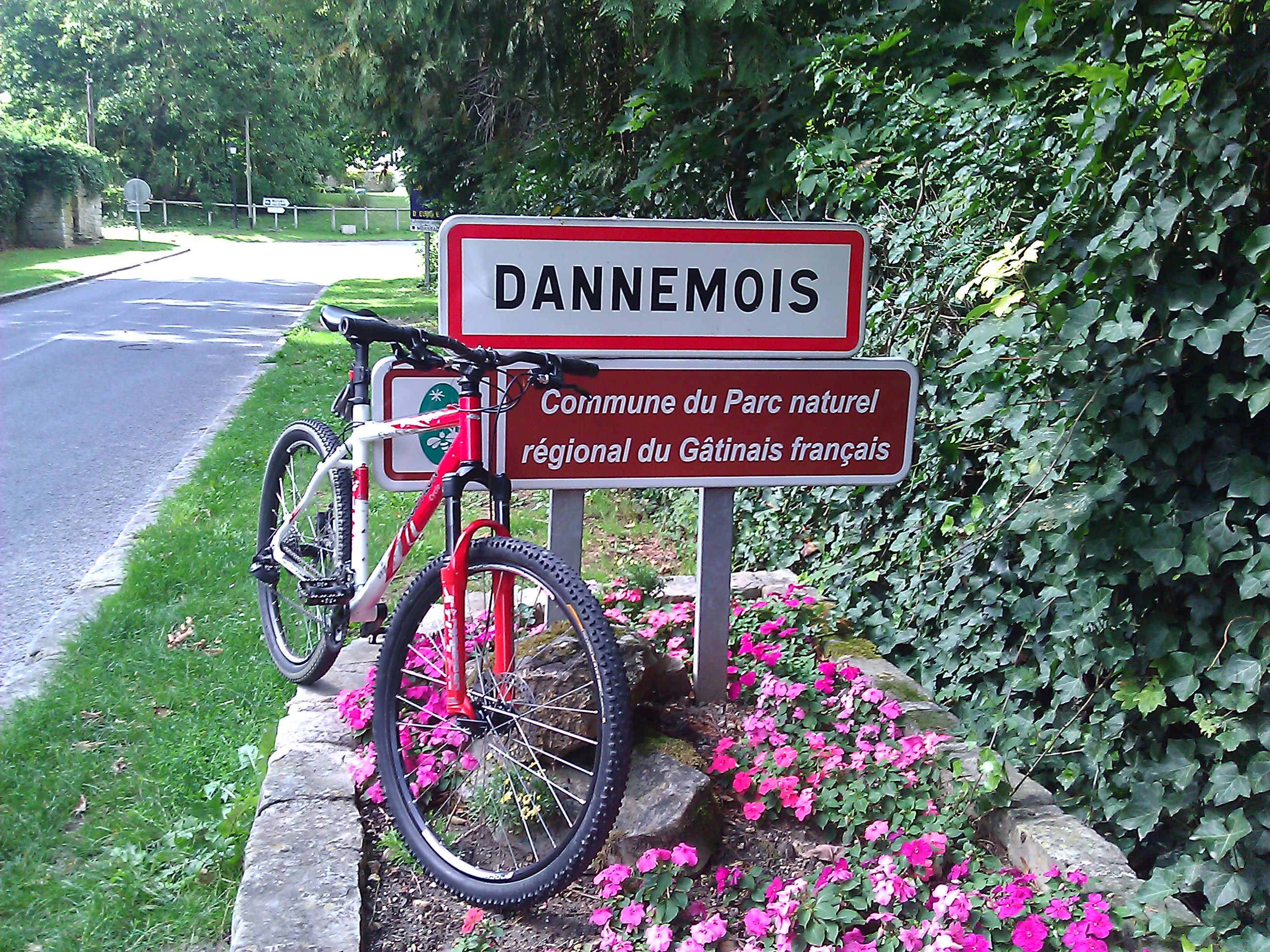

Deux origines s’opposent pour expliquer le nom du village. La première, une altération du mot latin Dominus (seigneur) ou la seconde, une altération du mot Dannemonia une sainte nonne originaire de l’Yonne proche en 1144. La première mention du nom date du seigneur du lieu Thierry de Dannemois.
Le nom a évolué, passant de Dampnemois au XVIe siècle à Dapnemois au XVIIe siècle puis Dannemoys avant de devenir le Dannemois actuel.

## Histoire

### Préhistoire
Les fouilles pratiquées sur la commune ont mis au jour du matériel lithique qui permet aujourd’hui de dater la première occupation humaine du territoire au Mésolithique.

### Moyen Âge
Au XIe siècle, l’église saint-Mammès fut bâtie. Mais la première mention du nom de Dannemois intervient avec la citation du premier seigneur Thierry de Dannemois au XIIe siècle. Plus tard, à la mort de Robert de Dannemois en 1350, ses filles divisent le domaine au niveau de la route de Videlles, aujourd’hui route des Francs-tireurs.
Le manoir de la Louvetière est construit au nord, celui du Châtelet au sud. En 1385, un premier moulin à eau est construit.
Une Commanderie de l’Ordre du Temple dont subsistent le logis et la chapelle était installée à Dannemois, c’est aujourd’hui le château de la Louvetière.

### Temps modernes

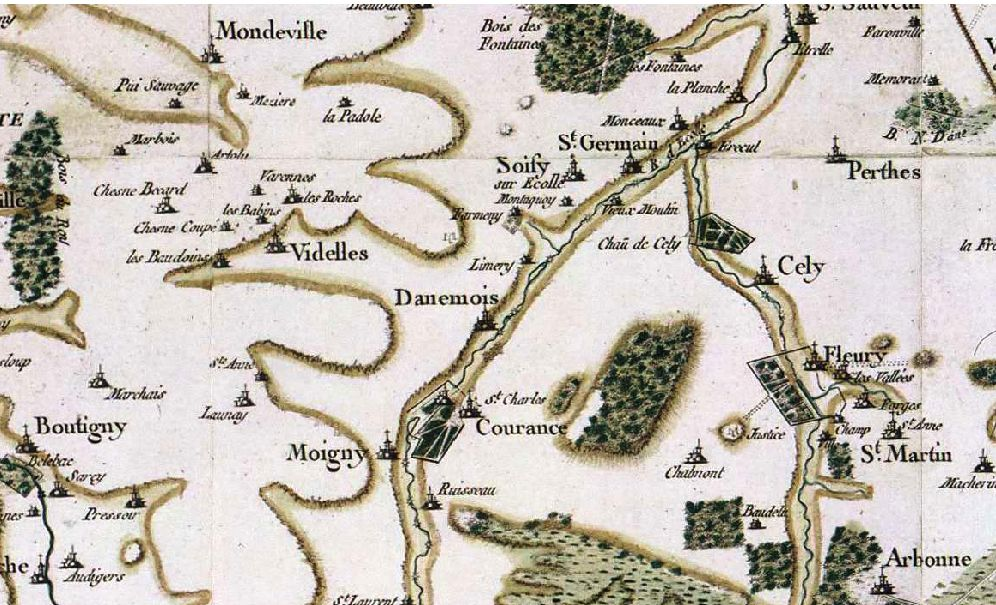
« Danemois » selon la Carte de Cassini (XVIIIe siècle).

À la fin du XVIe siècle, le roi Henri IV passe régulièrement par Dannemois pour se rendre chez sa maîtresse Catherine Henriette de Balzac d'Entragues à Malesherbes.
Le domaine de Dannemois n'est réuni qu’en 1601 lorsqu’il devient propriété de la famille Clausse, seigneurs de Courances.
En 1652, au cours de la Fronde, les soldats du marquis de Bucy pillent le village et détruisent les archives.

### Époque contemporaine
Au XIXe siècle, les carrières de grès de Dannemois et d’autres villages plus au sud entraînent une forte fréquentation de la route de Milly-la-Forêt vers le port fluvial à Corbeil, aujourd’hui départementale 948 et alors portion de l’importante route de Paris à Lyon.
Lors du Coup d'État du 2 décembre 1851, le citoyen Cayot est arrêté à Dannemois sur mandat de Cavaignac.
Lors de la Guerre franco-allemande de 1870, le 18 septembre 1870, un accrochage entre un bataillon de franc-tireurs parisiens et la quatrième division de cavalerie prussienne fait 120 morts dont le prince de Horn, altercation qui a pour conséquences la mort de huit soldats français, le pillage du village et l’incendie de quinze maisons[source insuffisante].
En 1880, le premier moulin est restauré mais privé plus tard de sa roue à aubes.
Le 1er janvier 1900 le chœur de l’église s’effondre, ne laissant que la nef et le clocher.

Dannemois au tout début du XXe siècle
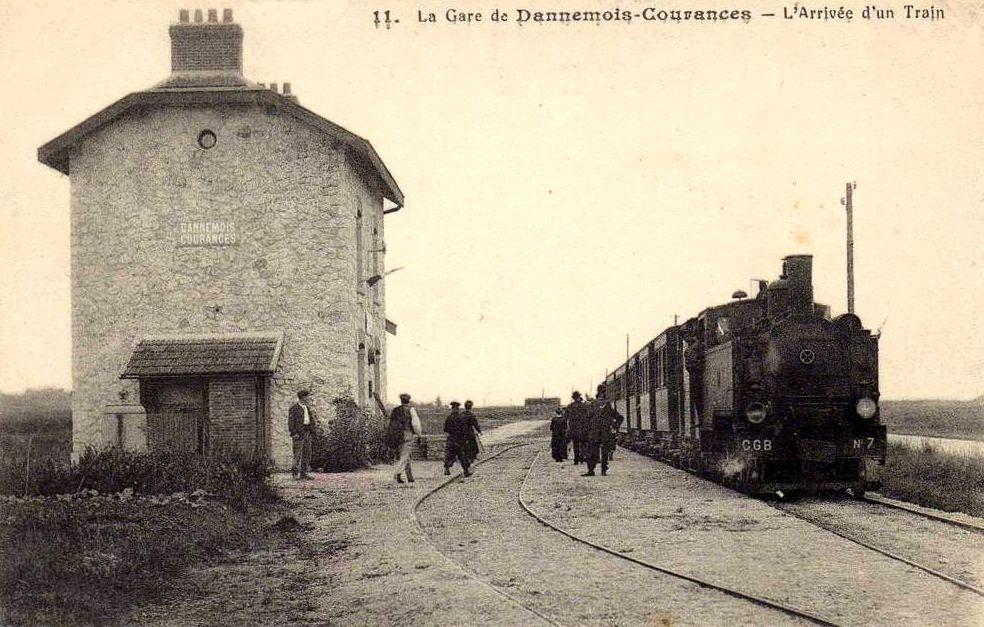
La gare des CGB.

En 1940, au début de la Seconde Guerre mondiale, lors de la Bataille de France, le manoir de la Louvetière devient un hôpital de campagne.
L’eau courante n’arrive au village qu’en 1960, auparavant le puits de la Croix de Loutre servait à l’alimentation en eau.
En 1964, Claude François achète l’un des moulins du village pour en faire sa résidence secondaire,.
Vers 1970, Jean Tinguely et Niki de Saint Phalle achètent le manoir.
Le 15 mars 1978, les obsèques de Claude François amenent une foule considérable dans le petit cimetière du village.

## Politique et administration

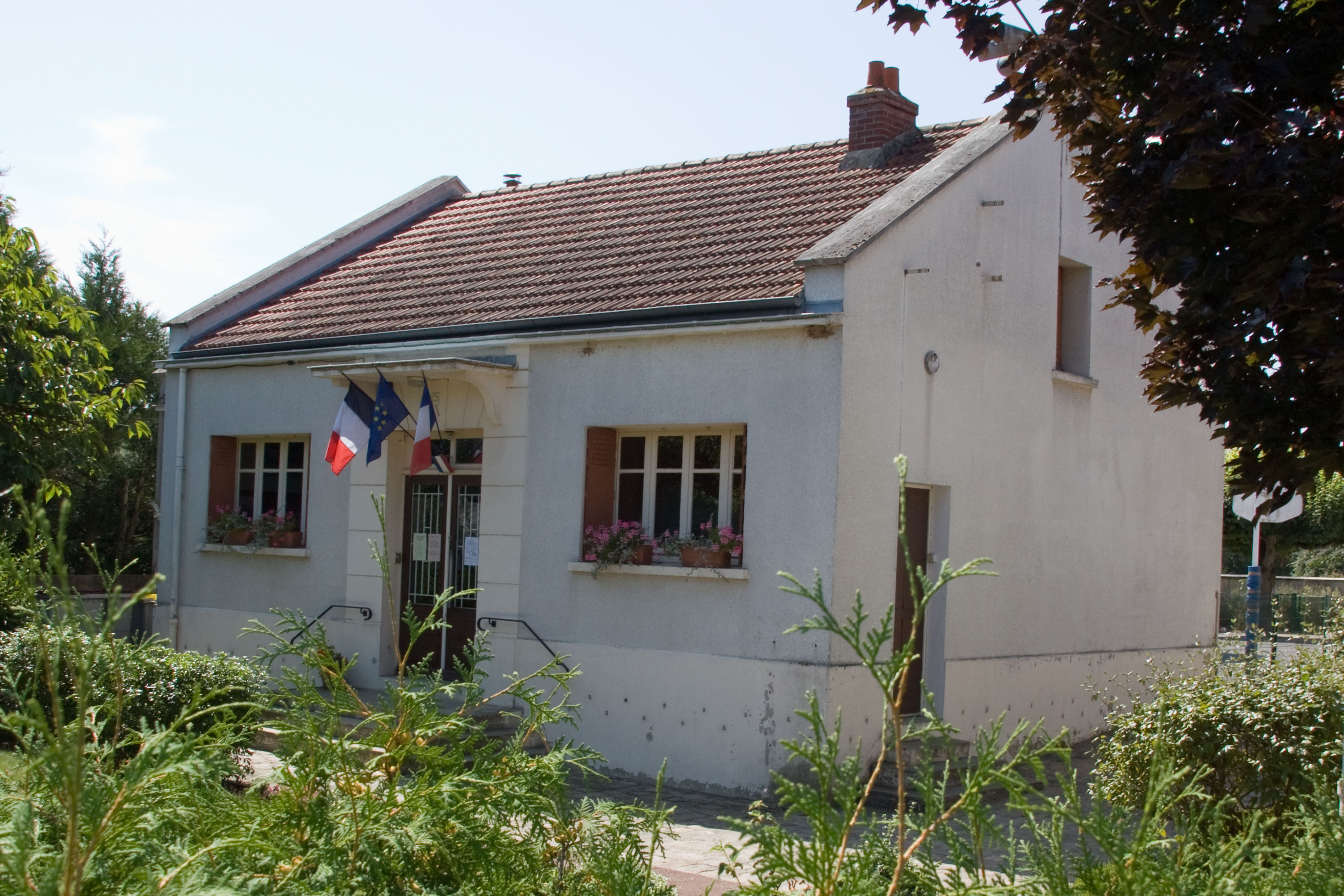
La mairie.

### Rattachements administratifs et électoraux

#### Rattachements administratifs
Antérieurement à la loi du 10 juillet 1964, la commune faisait partie du département de Seine-et-Oise. La réorganisation de la région parisienne en 1964 fit que la commune appartient désormais au département de l'Essonne et à son arrondissement d'Évry après un transfert administratif effectif au 1er janvier 1968.
Elle faisait partie depuis 1793 du canton de Milly-la-Forêt de Seine-et-Oise puis de l'Essonne. Dans le cadre du redécoupage cantonal de 2014 en France, cette circonscription administrative territoriale a disparu, et le canton n'est plus qu'une circonscription électorale.

#### Rattachements électoraux
Pour les élections départementales, la commune est membre depuis 2014 du canton de Mennecy
Pour l'élection des députés, elle fait partie de la deuxième circonscription de l'Essonne.

### Intercommunalité
Dannemois est membre fondateur de la communauté de communes des 2 Vallées, un établissement public de coopération intercommunale (EPCI) à fiscalité propre créé fin  2001 sous le nom de communauté de communes de Milly-la-Forêt  puis, en 2004, de communauté de communes de la Vallée de l’École et auquel la commune a transféré un certain nombre de ses compétences, dans les conditions déterminées par le code général des collectivités territoriales.
Cette intercommunalité est une évolution de l'ancien district de Milly-la-Forêt créé le 20 avril 1973

### Élections municipales et communautaires
Le conseil municipal de Bonneveau, commune de moins de 1 000 habitants, est élu au scrutin majoritaire plurinominal à deux tours avec listes ouvertes et panachage.
Compte tenu de la population communale, le nombre de sièges à pourvoir lors des élections municipales de 2020 est de 15.

#### Liste des maires
| Période                                  | Période        | Identité          | Étiquette | Qualité                                         |
| ---------------------------------------- | -------------- | ----------------- | --------- | ----------------------------------------------- |
| Les données manquantes sont à compléter. |                |                   |           |                                                 |
|                                          |                |                   |           |                                                 |
| mai 1925                                 |                | M. Couder         |           |                                                 |
|                                          |                |                   |           |                                                 |
| 1945                                     | 1968           | Daniel Guérin     |           |                                                 |
| 1968                                     | 1977           | Albert Trinquet   |           |                                                 |
| 1977                                     | 1995           | Albert Duchange   |           |                                                 |
| 1995                                     | 2008           | Madeleine Campana |           |                                                 |
| 2008                                     | 2014           | Gérard Ithier     | SE        |                                                 |
| avril 2014                               | novembre 2014, | Vincent Quillart  | SE        | Élection de 2014 annulée par le Conseil d'Etat. |
| février 2015,                            | octobre 2024,  | Fabien Kees       | SE        | Maire condamné à un ans d'inéligibilité         |

### Autres élections
- Élection présidentielle de 2002 : 80,09 % pour Jacques Chirac (RPR), 19,91 % pour Jean-Marie Le Pen (FN), 86,40 % de participation[38].
- élection présidentielle de 2007 : 63,78 % pour Nicolas Sarkozy (UMP), 36,22 % pour Ségolène Royal (PS), 88,05 % de participation[39].
- Lors du premier tour de l'élection présidentielle de 2012, les quatre premiers candidats retenus par les électeurs de la commune sont Nicolas Sarkozy (38,46 % des suffrages exprimés), François Hollande (21,50 %), Marine Le Pen (16,96 %) et François Bayrou (8,88 %).
Au second tour, Nicolas Sarkozy recueille 318 voix (61,75 %) et le candidat élu François Hollande 197 voix (38,25 %, lors d'un scrutin où 14,17 % des électeurs se sont abstenus[40].

- Lors du premier tour de l'élection présidentielle de 2017, les quatre premiers candidats retenus par les électeurs de la commune sont François Fillon (25,327 % des suffrages exprimés), Marine Le Pen (21,30 %), Emmanuel Macron (20,93 %) et Jean-Luc Mélenchon (15 %). 
Au second tour, le candidat élu Emmanuel Macron recueille 282 voix (62,95 %) et Marine Le Pen 166 voix (37,05 %), lors d'un scrutin où 23,23 % des électeurs se sont abstenus[41].

- Lors du premier tour de l'Élection présidentielle de 2022, les quatre premiers candidats retenus par les électeurs de la commune sont Emmanuel Macron (28,57 % des suffrages exprimés), Marine Le Pen (22,11 %), Jean-Luc Mélenchon (15,26 %) et Éric Zemmour (9,98 %). 
Au second tour, le candidat élu Emmanuel Macron recueille 263 voix (57,55 %) et Marine Le Pen 194 voix (42,45 %), lors d'un scrutin où 26,60 % des électeurs se sont abstenus[42].

### Instances de démocratie participative
La commune s'est dotée en 2016 d'un conseil municipal des jeunes.

### Jumelages
La commune n’a pas créé d’association de jumelage. Néanmoins, elle est adhérente au comité de jumelage du canton de Milly-la-Forêt lié avec Morsbach en Allemagne.

## Équipements et services publics

### Enseignement

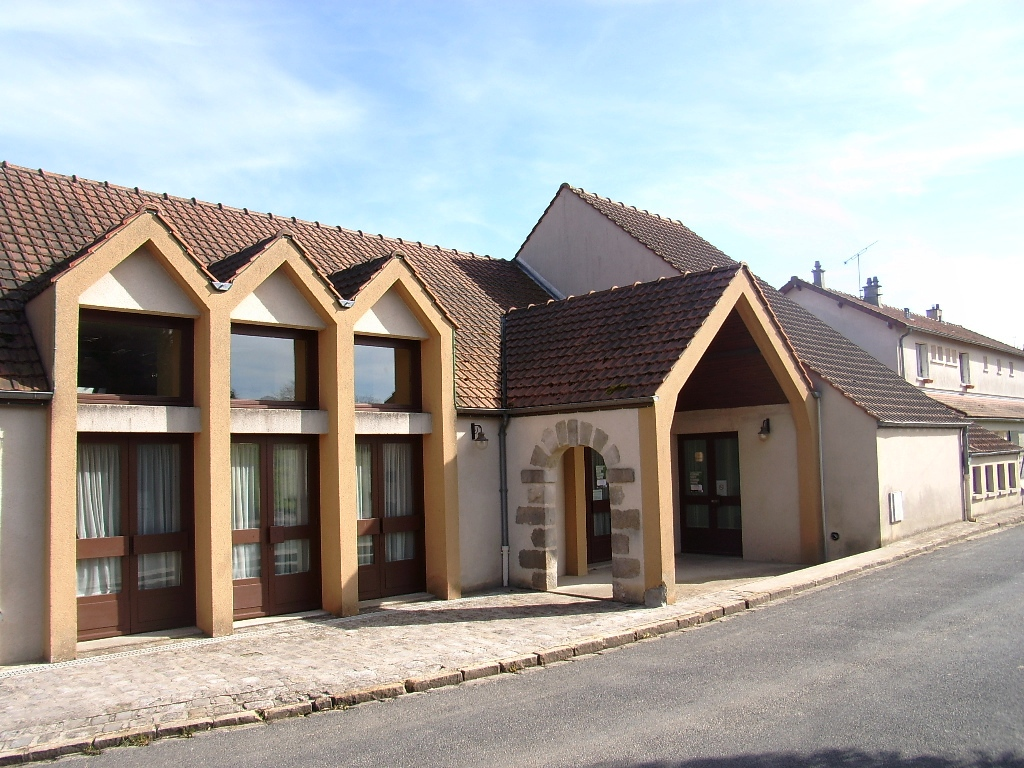
L’école élémentaire de Dannemois.

La commune dispose sur son territoire d’une école élémentaire.
Les élèves poursuivent leurs études aux collèges Jean-Rostand de Milly-la-Forêt ou Olympe-de-Gouges de Champcueil puis au lycée Marie Laurencin de Mennecy.

### Santé
La commune ne dispose pas d’établissement de santé sur son territoire. Le site le plus proche est l’hôpital Georges Clemenceau à Champcueil. Aucun praticien de santé n’est installé sur la commune.[réf. nécessaire]

### Justice, sécurité, secours et défense
La sécurité est assurée par la brigade de gendarmerie de Milly-la-Forêt.[réf. nécessaire]
La commune est sous la juridiction des tribunaux d’instance, de grande instance, de commerce et de prud’hommes d’Évry, tous rattachés à la cour d'appel de Paris.

## Population et société

### Démographie
Les habitants sont appelés les Dannemoisiens.

#### Évolution démographique
L'évolution du nombre d'habitants est connue à travers les recensements de la population effectués dans la commune depuis 1793. Pour les communes de moins de 10 000 habitants, une enquête de recensement portant sur toute la population est réalisée tous les cinq ans, les populations de référence des années intermédiaires étant quant à elles estimées par interpolation ou extrapolation. Pour la commune, le premier recensement exhaustif entrant dans le cadre du nouveau dispositif a été réalisé en 2006.

En 2022, la commune comptait 854 habitants, en évolution de +3,64 % par rapport à 2016 (Essonne : +2,89 %, France hors Mayotte : +2,11 %).
| 1793 | 1800 | 1806 | 1821 | 1831 | 1836 | 1841 | 1846 | 1851 |
| ---- | ---- | ---- | ---- | ---- | ---- | ---- | ---- | ---- |
| 409  | 397  | 420  | 427  | 411  | 427  | 451  | 438  | 439  |

| 1856 | 1861 | 1866 | 1872 | 1876 | 1881 | 1886 | 1891 | 1896 |
| ---- | ---- | ---- | ---- | ---- | ---- | ---- | ---- | ---- |
| 418  | 399  | 438  | 486  | 443  | 452  | 442  | 404  | 387  |

| 1901 | 1906 | 1911 | 1921 | 1926 | 1931 | 1936 | 1946 | 1954 |
| ---- | ---- | ---- | ---- | ---- | ---- | ---- | ---- | ---- |
| 401  | 345  | 354  | 273  | 314  | 345  | 313  | 288  | 315  |

| 1962 | 1968 | 1975 | 1982 | 1990 | 1999 | 2006 | 2011 | 2016 |
| ---- | ---- | ---- | ---- | ---- | ---- | ---- | ---- | ---- |
| 315  | 312  | 366  | 409  | 557  | 679  | 812  | 846  | 824  |

| 2021 | 2022 | - | - | - | - | - | - | - |
| ---- | ---- | - | - | - | - | - | - | - |
| 843  | 854  | - | - | - | - | - | - | - |

Dannemois, malgré sa présence en Île-de-France au sein de l’agglomération parisienne est un village. Lors du premier recensement de 1793, quatre cent neuf personnes sont comptabilisés. La population reste relativement stable pour n’arriver qu’à une pointe de 486 habitants en 1872 avant de décroître pour tomber à 273 dannemoisiens en 1921 au lendemain de la Première Guerre mondiale, les deux conflits mondiaux faisant au total dix-neuf victimes militaires dans la commune.
La population recommence à croître pour retomber à 288 résidents en 1946.  Stable jusqu’en 1968, elle s’accroit fortement pour doubler en trente ans et atteindre 812 habitants décomptés lors du recensement partiel de 2006. En 1999, 3,4 % de la population de Dannemois était étrangère, seulement 7,4 % (trois fois moins que la moyenne régionale) des foyers étaient composés de familles monoparentales.

#### Pyramide des âges
En 2018, le taux de personnes d'un âge inférieur à 30 ans s'élève à 29,3 %, soit en dessous de la moyenne départementale (39,9 %). À l'inverse, le taux de personnes d'âge supérieur à 60 ans est de 24,9 % la même année, alors qu'il est de 20,1 % au niveau départemental.
En 2018, la commune comptait 418 hommes pour 402 femmes, soit un taux de 50,98 % d'hommes, légèrement supérieur au taux départemental (48,98 %).
Les pyramides des âges de la commune et du département s'établissent comme suit.
| Hommes | Classe d’âge | Femmes |
| ------ | ------------ | ------ |
| 0,2    | 90 ou +      | 1,5    |
| 8,5    | 75-89 ans    | 6,6    |
| 17,2   | 60-74 ans    | 15,9   |
| 25,5   | 45-59 ans    | 26,4   |
| 19,7   | 30-44 ans    | 19,9   |
| 13,7   | 15-29 ans    | 14,0   |
| 15,2   | 0-14 ans     | 15,8   |

| Hommes | Classe d’âge | Femmes |
| ------ | ------------ | ------ |
| 0,5    | 90 ou +      | 1,4    |
| 5,4    | 75-89 ans    | 7,2    |
| 12,9   | 60-74 ans    | 13,9   |
| 20     | 45-59 ans    | 19,4   |
| 19,9   | 30-44 ans    | 20,1   |
| 20     | 15-29 ans    | 18,2   |
| 21,3   | 0-14 ans     | 19,8   |

### Sports et loisirs
La commune dispose d'un terrain de tennis. De plus le territoire aux paysages variés et relativement accidenté permet l’organisation d’évènements sportifs tels que le Trail des Cinq Moulins ou des randonnées de VTT.

### Cultes

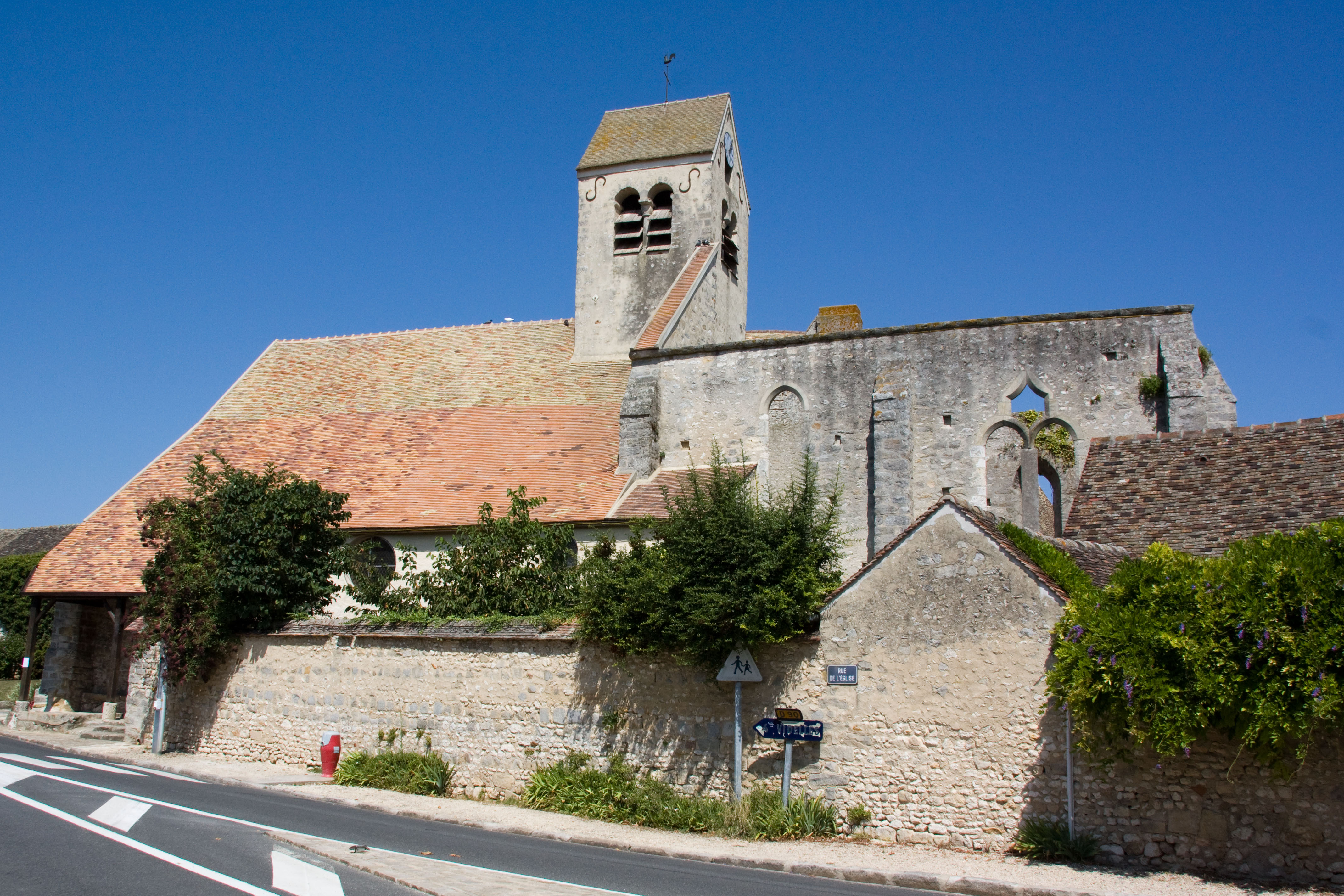
Vue de l'église Saint-Mammès.

Dannemois est attachée à la paroisse de Soisy-sur-École, au doyenné de Milly-la-Forêt ainsi qu’au diocèse d'Évry-Corbeil-Essonnes. Elle dispose sur son territoire de l’église Saint-Mammès consacrée au saint d’origine cappadocienne.

### Médias
La commune est située dans le bassin d’émission de France 3 Paris Île-de-France Centre, IDF1 et Télif.

## Économie
Dannemois est un petit village dont l’économie reste rurale. Il est aujourd’hui intégré au bassin d'emploi d’Évry.
Une épicerie-restaurant s'est installé dans le centre fin 2016 et représente le seul commerce.
L’agriculture reste la principale activité économique sur le territoire de la commune avec quatre exploitations totalisant quarante-sept hectares, principalement de maraîchage (endive, fraise, asperge) et de céréales et betterave. Vingt-huit entreprises étaient installées sur Dannemois en 2006, malgré cela, en 1999 le taux de chômage atteignait 10,3 %[réf. nécessaire].

### Emplois, revenus et niveau de vie
On relève aussi une forte disparité de niveau de vie, car si dix-neuf Dannemoisiens étaient demandeurs d’emploi sur les trois cent dix-huit recensés comme actifs, le revenu net imposable moyen de la commune s’élevait en 2004 à 23 341 euros, bien au-dessus de la moyenne nationale établie à 15 067 euros,. Le revenu fiscal médian par ménage était en 2006 de 24 514 euros, ce qui plaçait Dannemois au cinq cent dixième rang parmi les 30 687 communes de plus de cinquante ménages en métropole et au quarante-huitième rang départemental.
| Répartition des emplois par catégories socioprofessionnelles en 2006. |              |                                           |                                                   |                            |                          |                           |
|                                                                       | Agriculteurs | Artisans, commerçants, chefs d’entreprise | Cadres et professions intellectuelles supérieures | Professions intermédiaires | Employés                 | Ouvriers                  |
| Dannemois                                                             | -            | -                                         | -                                                 | -                          | -                        | -                         |
| Zone d’emploi d’Évry                                                  | 0,3 %        | 4,0 %                                     | 20,2 %                                            | 29,6 %                     | 28,2 %                   | 17,7 %                    |
| Moyenne nationale                                                     | 2,2 %        | 6,0 %                                     | 15,4 %                                            | 24,6 %                     | 28,7 %                   | 23,2 %                    |
| Répartition des emplois par secteurs d’activités en 2006.             |              |                                           |                                                   |                            |                          |                           |
|                                                                       | Agriculture  | Industrie                                 | Construction                                      | Commerce                   | Services aux entreprises | Services aux particuliers |
| Dannemois                                                             | -            | -                                         | -                                                 | -                          | -                        | -                         |
| Zone d’emploi d’Évry                                                  | 0,9 %        | 13,5 %                                    | 5,4 %                                             | 14,6 %                     | 16,2 %                   | 6,9 %                     |
| Moyenne nationale                                                     | 3,5 %        | 15,2 %                                    | 6,4 %                                             | 13,3 %                     | 13,3 %                   | 7,6 %                     |
| Sources : Insee                                                       |              |                                           |                                                   |                            |                          |                           |

## Culture locale et patrimoine

### Lieux et monuments
Dannemois possède un patrimoine architectural varié, dont on peut signaler : 
- L’église Saint-Mammès des XIe et XIIe siècles, dont le chœur s’était écroulé le 1er janvier 1900. Elle est inscrite aux monuments historiques en 1926[60].
- Le manoir de la Louvetière construit à partir du XIIe siècle, à la fois manoir seigneurial et ferme fortifiée, qui servit d’hôpital de campagne en 1940. Il a été acquis dans les années 1970 par les sculpteurs Jean Tinguely et Niki de Saint Phalle.
- Trois lavoirs au bord de l’École complètent le patrimoine bâti.
- Le moulin de Dannemois, ancienne résidence secondaire de Claude François, est aujourd’hui devenu un musée retraçant la carrière du chanteur. Il représente le principal centre d'intérêt culturel de la commune.

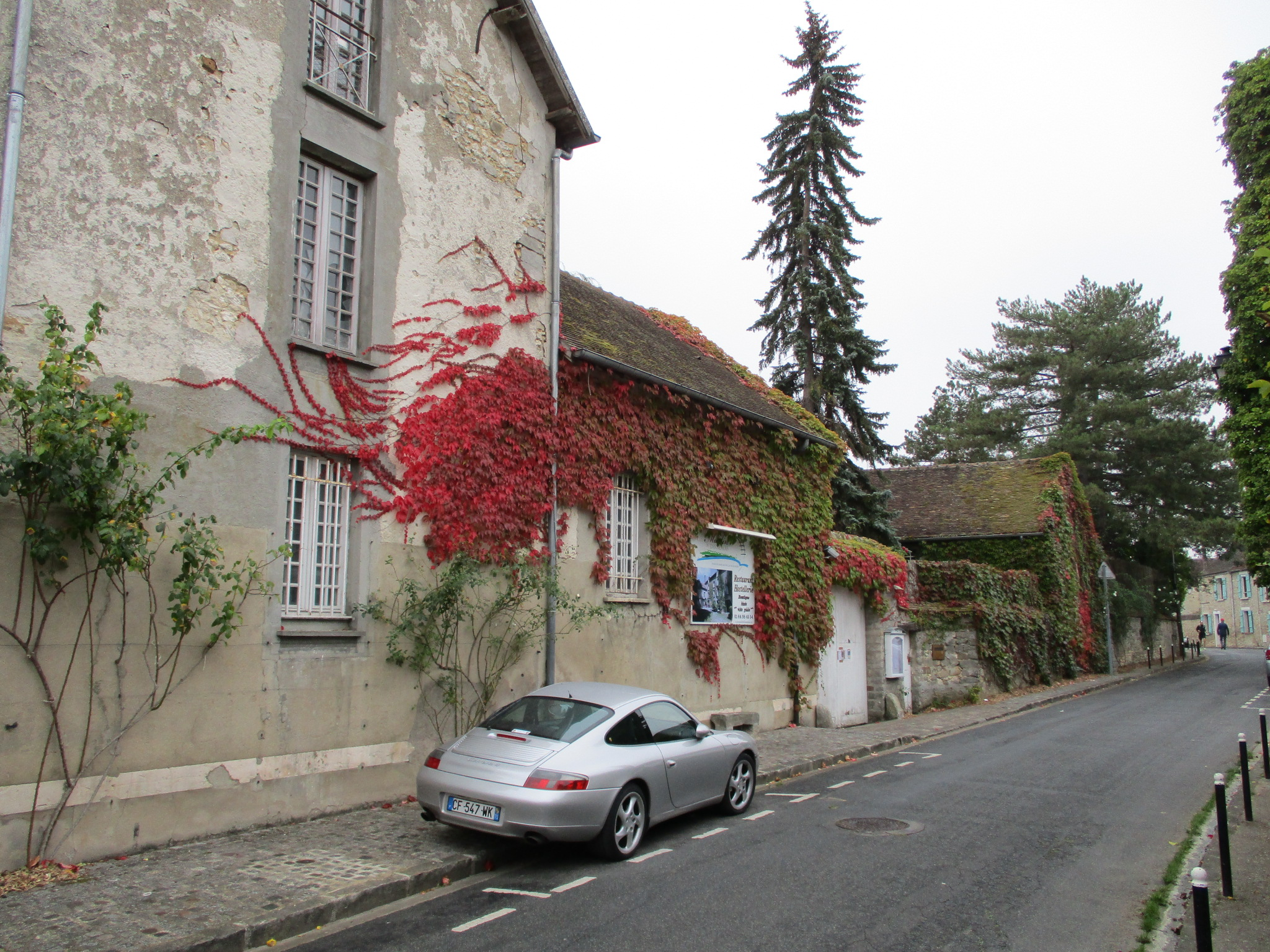
Le moulin de Claude François...
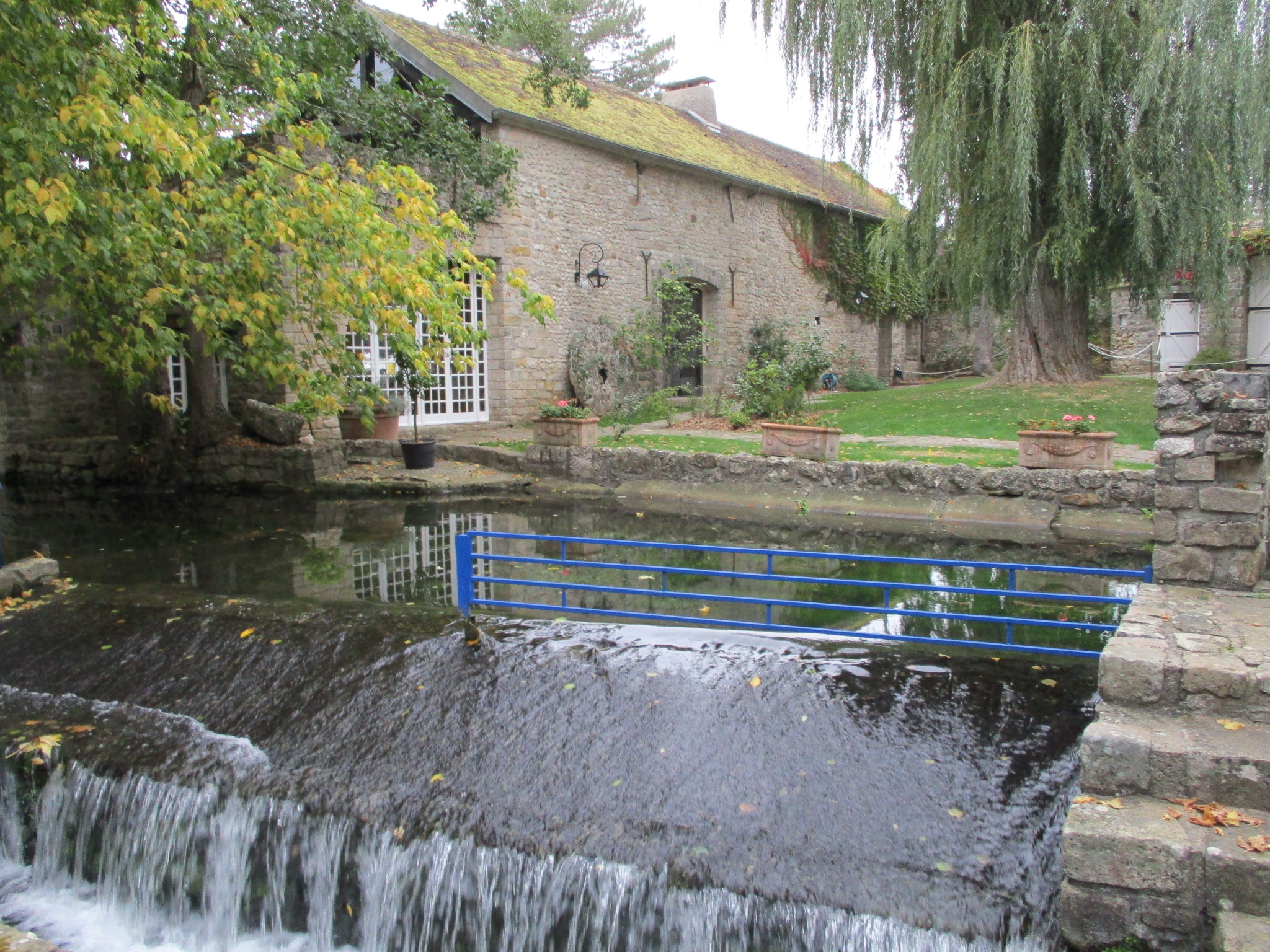
...et son jardin.
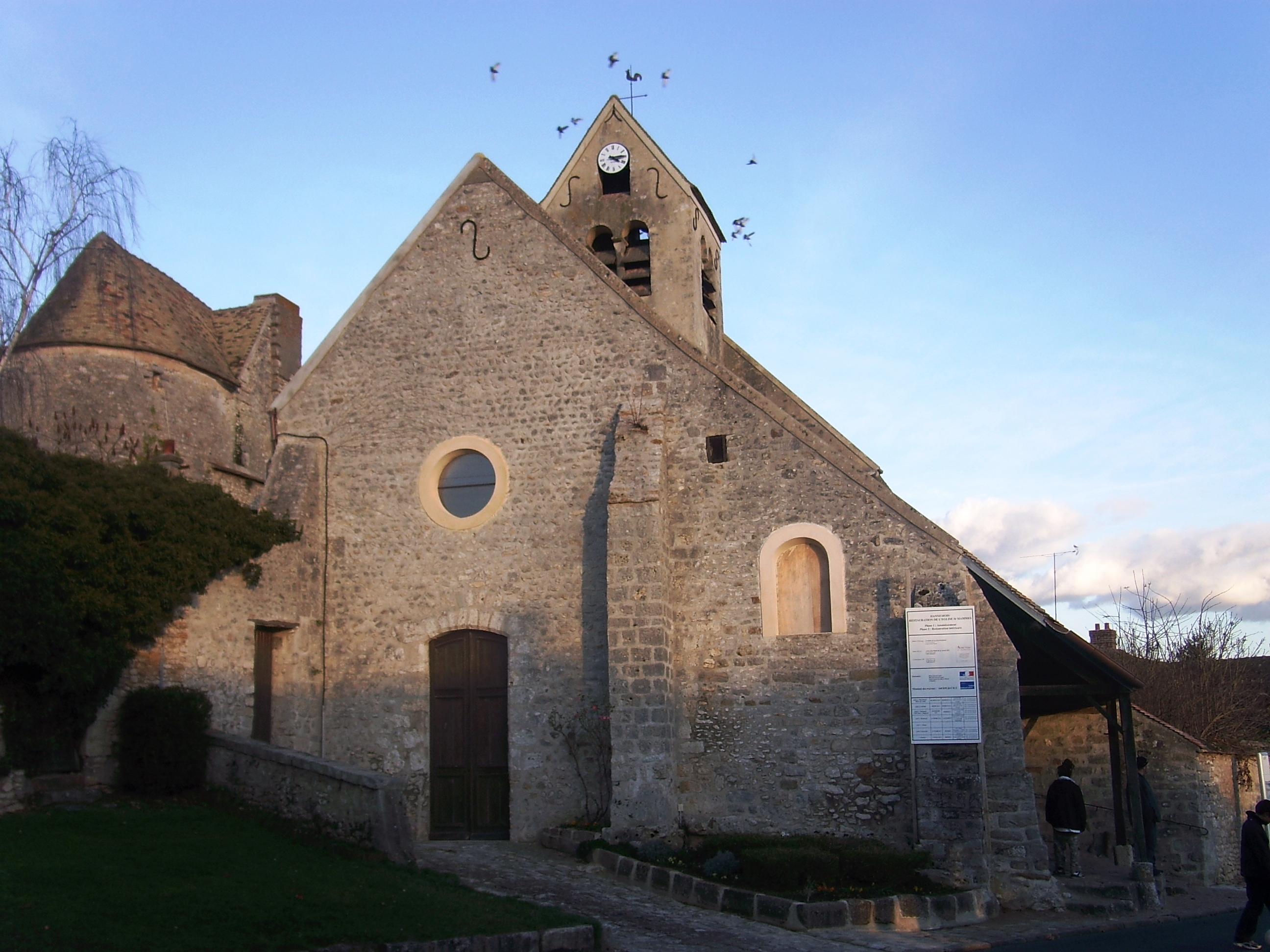
La façade de l'église.
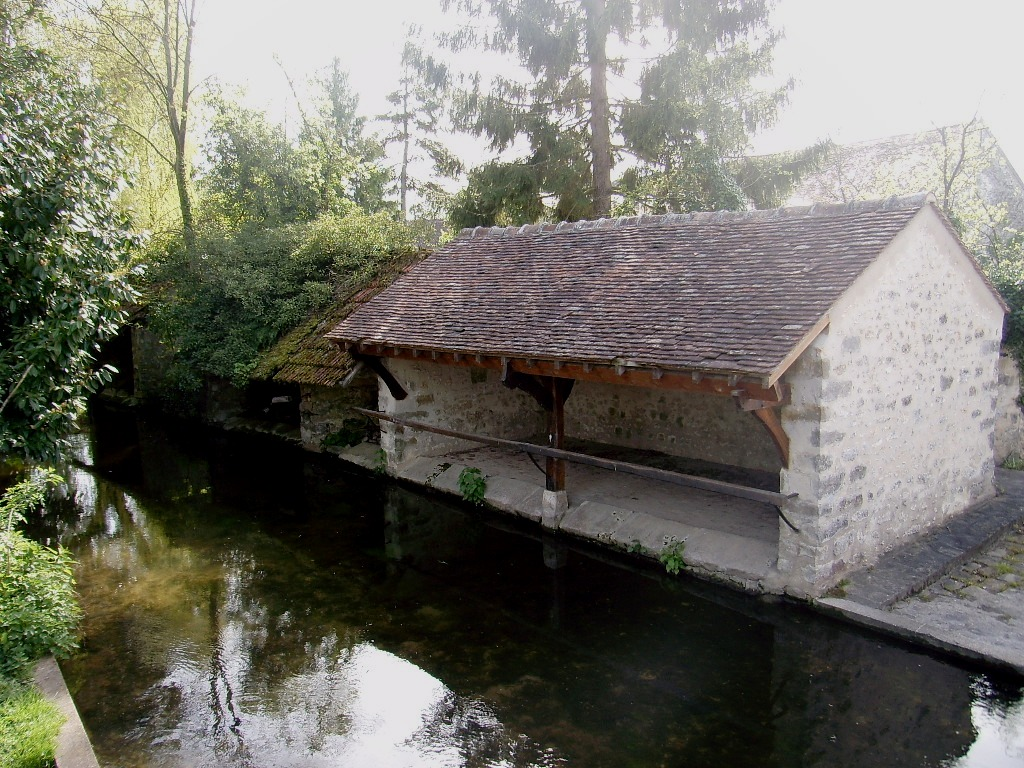
Le lavoir sur l’École à Dannemois.
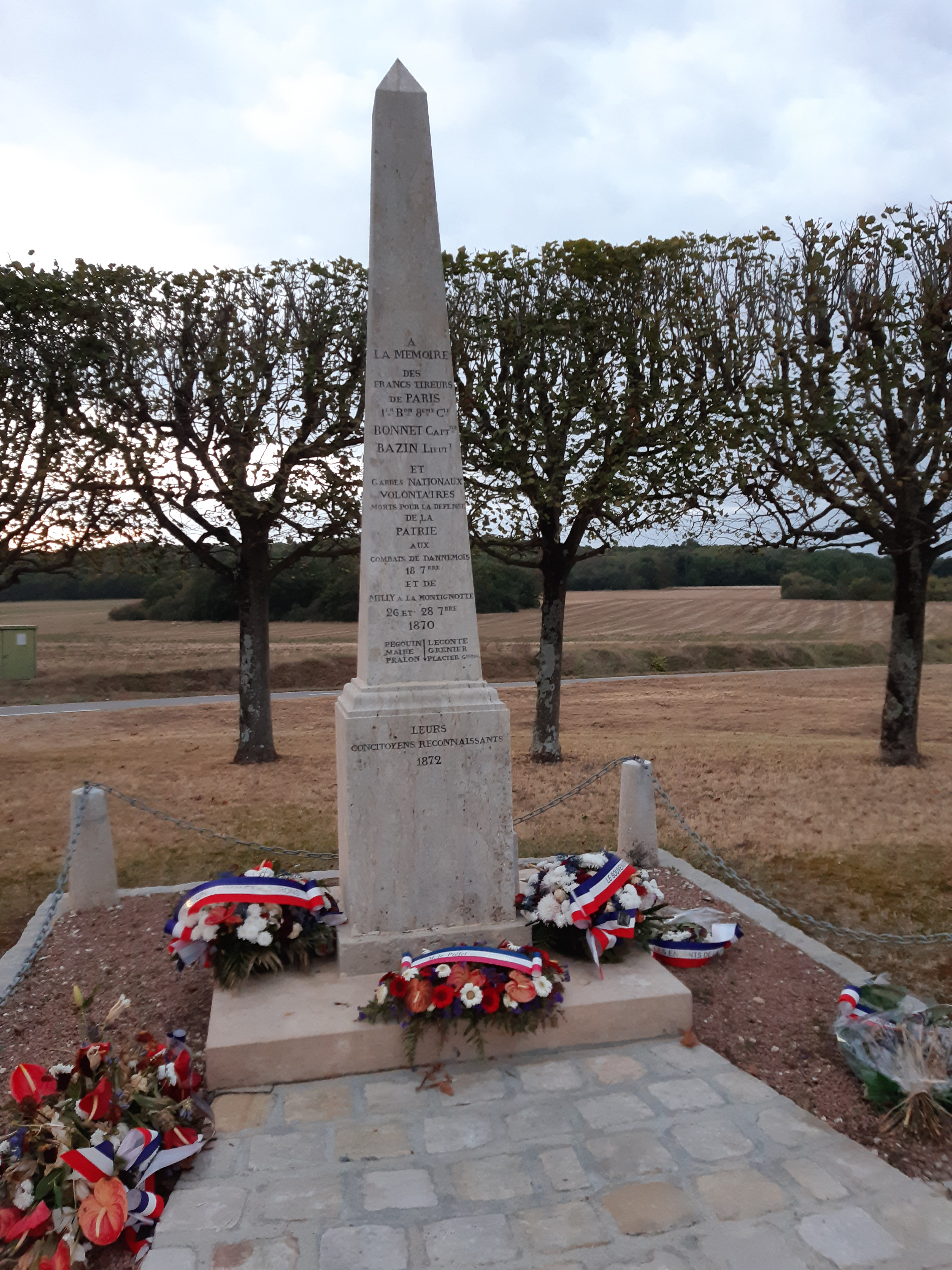
Le monument aux morts.

### Personnalités liées à la commune
Différents personnages publics sont nés, décédés ou ont vécu à Dannemois :
- Jean de Chaillou (1689-1749), académicien, il fut propriétaire du manoir du Châtelet ;
- Jean Tinguely (1925-1991), sculpteur, il vécut au manoir de la Louvetière ;
- Niki de Saint Phalle (1930-2002), sculptrice, elle vécut au manoir de la Louvetière ;
- Claude François (1939-1978), chanteur, il vécut au Moulin et est enterré au cimetière du village ;
- Patrick Topaloff (1944-2010), chanteur, il vécut au Moulin (invité par Claude François);
- Gil Alma (1979), acteur français, habite la commune.

### Dannemois dans les arts et la culture
- À la fin du XVIe siècle, le roi Henri IV sur la route de Malesherbes pour aller voir sa maîtresse Catherine Henriette de Balzac d'Entragues eut un accident, les chevaux de son carrosse emballés, celui-ci se renversa et il cria à son cocher « Saute Postillon ! », paroles qui donnèrent le nom au lieu-dit le Saut du Postillon.
- Dannemois et plus précisément le Moulin de Claude François ont servi de lieu de tournage pour les films Podium de Yann Moix sorti en 2004[61] et Cloclo de Florent Emilio Siri sorti en 2012[62],[63].

## Pour approfondir